# Charaxes andriba
Charaxes andriba är en fjärilsart som beskrevs av Ward 1873. Charaxes andriba ingår i släktet Charaxes och familjen praktfjärilar. Inga underarter finns listade i Catalogue of Life.